# Лейквю (град, Орегон)
Лейквю (на английски: Lakeview) е град в окръг Лейк, щата Орегон, САЩ. Лейквю е с население от 2474 жители (2000) и обща площ от 4,1 km². Намира се на 1463,6 m надморска височина. ЗИП кодът му е 97630, а телефонният му код е 541.